# 선단 고속철도
선단 고속철도(중국어: 沈丹客运专线)는 중화인민공화국의 고속철도로 선양시와 단둥시 사이를 시속 250km로 연결하는 고속 철도이다. 2010년 3월 17일에 공사를 시작하여 2015년 9월 1일 운행을 시작했다. 선단 고속철도의 개통으로 단둥에서 선양까지 소요 시간이 71분으로 단축되었다.

## 역 목록
| 한국어        | 중국어     | 영어            | 영업거리(km) | 소재지  |
| ------------- | ---------- | --------------- | ------------ | ------- |
| 선양 남역     | 沈阳南站   | Shenyang South  | 1            | 선양시  |
| 번시 신청역   | 本溪新城站 | Benxi Xincheng  | 35           | 번시 시 |
| 번시역        | 本溪站     | Benxi           | 62           | 번시 시 |
| 난펀 북역     | 南芬北站   | Nanfen North    | 80           | 번시 시 |
| 퉁위안푸 서역 | 通远堡西站 | Tongyuanpu West | 124          | 단둥 시 |
| 펑청 동역     | 凤城东站   | Fengcheng East  | 164          | 단둥 시 |
| 우룽베이 동역 | 五龙背东站 | Wulongbei East  | 190          | 단둥 시 |
| 단둥역        | 丹东站     | Dandong         | 208          | 단둥 시 |